# Calymmodon gracilis
Calymmodon gracilis är en stensöteväxtart som först beskrevs av Fée, och fick sitt nu gällande namn av Edwin Bingham Copeland. Calymmodon gracilis ingår i släktet Calymmodon och familjen Polypodiaceae. Inga underarter finns listade.